# Prychia maculata
Prychia maculata är en spindelart som beskrevs av Karsch 1878. Prychia maculata ingår i släktet Prychia och familjen jättekrabbspindlar. Inga underarter finns listade i Catalogue of Life.